# دشت اوکا-دن
دشت اوکا-دن (انگلیسی: Oka–Don Lowland) یک پست‌بوم و دشت در بخش اروپایی کشور روسیه است.